# 4ª Sección Electoral de la Provincia de Buenos Aires

1ª Sección
2ª Sección
3ª Sección
4ª Sección
5ª Sección
6ª Sección
7ª Sección
8ª Sección/Capital

La Cuarta Sección Electoral de la Provincia de Buenos Aires es una de las 8 divisiones territoriales que dicha provincia presenta para la elección de sus legisladores provinciales. La sección aporta 14 diputados provinciales y 7 senadores provinciales de un total de 92 y 46 respectivamente. Según el último padrón electoral, del año 2021, está compuesta por 541.541 electores habilitados para votar en 1.617 mesas.
Comprenden la sección 19 partidos: Alberti, Bragado, Carlos Casares, Carlos Tejedor, Chacabuco, Chivilcoy, Florentino Ameghino, General Arenales, General Pinto, General Viamonte, General Villegas, Hipólito Yrigoyen, Junín, Leandro N. Alem, Lincoln, Nueve de Julio, Pehuajó, Rivadavia y Trenque Lauquen.